# Aventin
Pour les articles homonymes, voir Aventin (homonymie).
Pour un article plus général, voir Sept collines de Rome.
| \| \| |
| Localisation de l'Aventin et des sommets associés sur une carte topographique simplifiée de la ville de Rome antique avec, à titre indicatif, les empreintes des principaux monuments et les tracés des murs servien et aurélien. |
| |

L'Aventin (en latin : Aventinus, en italien : Aventino [aven'ti:no] ou exceptionnellement Monte di Santa Sabina) est l'une des sept collines de Rome, la plus méridionale, située entre le Tibre, le mont Cælius et le mont Palatin. La colline est comprise de nos jours dans la zone urbaine Aventino qui porte son nom.

## Description
L'Aventin est la plus méridionale des collines de Rome. À l'origine, l'Aventin ne fait pas partie des Septem montes, étant situé en dehors des limites de la ville archaïque. Ce n'est que plus tard, une fois la ville étendue, que la colline devient une des sept collines de la Rome classique. Elle se compose de deux hauteurs distinctes : le Grand-Aventin, Aventin majeur (Aventinus Maior) ou Aventin proprement dit d'une part qui culmine à 46 mètres, et le Petit-Aventin ou Aventin mineur (Aventinus Minor ou Piccolo Aventino en italien) d’autre part qui culmine à 43 mètres.

## Origine du nom
Selon la tradition, la colline doit son nom à Aventinus, fils d’Hercule et de la prêtresse Rhéa, qui a combattu Turnus. Ce roi d'Albe la Longue se serait installé à Rome, probablement sur la colline même à laquelle il laisse son nom, et est parfois considéré comme un potentiel huitième roi de Rome.

## Histoire

### L'Aventin antique

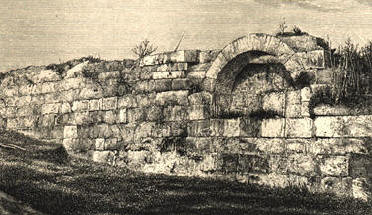
Section du mur Servien sur l'Aventin, dessin du XIXe siècle.

D'après le récit légendaire de la fondation de Rome, c'est sur l'Aventin que s'installe Rémus, frère jumeau et alors concurrent de Romulus. La colline est présentée comme étant située en marge de la ville. Quant à lui, Romulus choisit le mont Palatin. Ce dernier, pris de remords après le meurtre de son frère Rémus, l'enterre avec tous les honneurs sur l'Aventin. Cette colline est réunie à la ville par le roi Ancus Marcius, durant la deuxième moitié du VIIe siècle av. J.-C.
Durant la République, la plèbe, en conflit avec le patriciat, s'y retire plusieurs fois alors qu'elle lutte pour obtenir la reconnaissance de ses droits, notamment en 494 av. J.-C. lors de l'insurrection du mont Sacré (une identification possible de l'Aventin ou de l'un de ses sommets) et en 449 av. J.-C. lors de la deuxième sécession de la plèbe, d'où l'expression « se retirer sur l'Aventin ». La colline relève de l'Ager publicus jusqu'en 456 av. J.-C. et la promulgation de la Lex Icilia qui prévoit le partage du mont en plusieurs lots distribués au peuple. La colline se couvre d'habitations principalement occupées par les plébéiens qui s'y regroupent à quelques distances de la Rome sénatoriale. La colline demeure un symbole des luttes patricio-plébéiennes durant toute la République et est le lieu de l'assassinat de Caius Sempronius Gracchus en 121 av. J.-C.
Très tôt, sous la République romaine, les temples de la Liberté et de Diane, quartier général des plébéiens, y sont construits. Au pied de la colline, en 12 av. J.-C., est construite la pyramide de Cestius. Sous Auguste, la caserne de la IVe cohorte de vigiles est édifiée sur l'Aventin à l'extérieur de l'enceinte servienne.

### L'Aventin médiéval
L'Église Sainte-Marie du Prieuré, connue également sous le nom de « Sainte-Marie de l'Aventin », siège d'une province de l'ordre du Temple, est construite sur l'Aventin. Elle est reconstruite vers 1550 par les hospitaliers dont le siège se trouve alors à Malte.

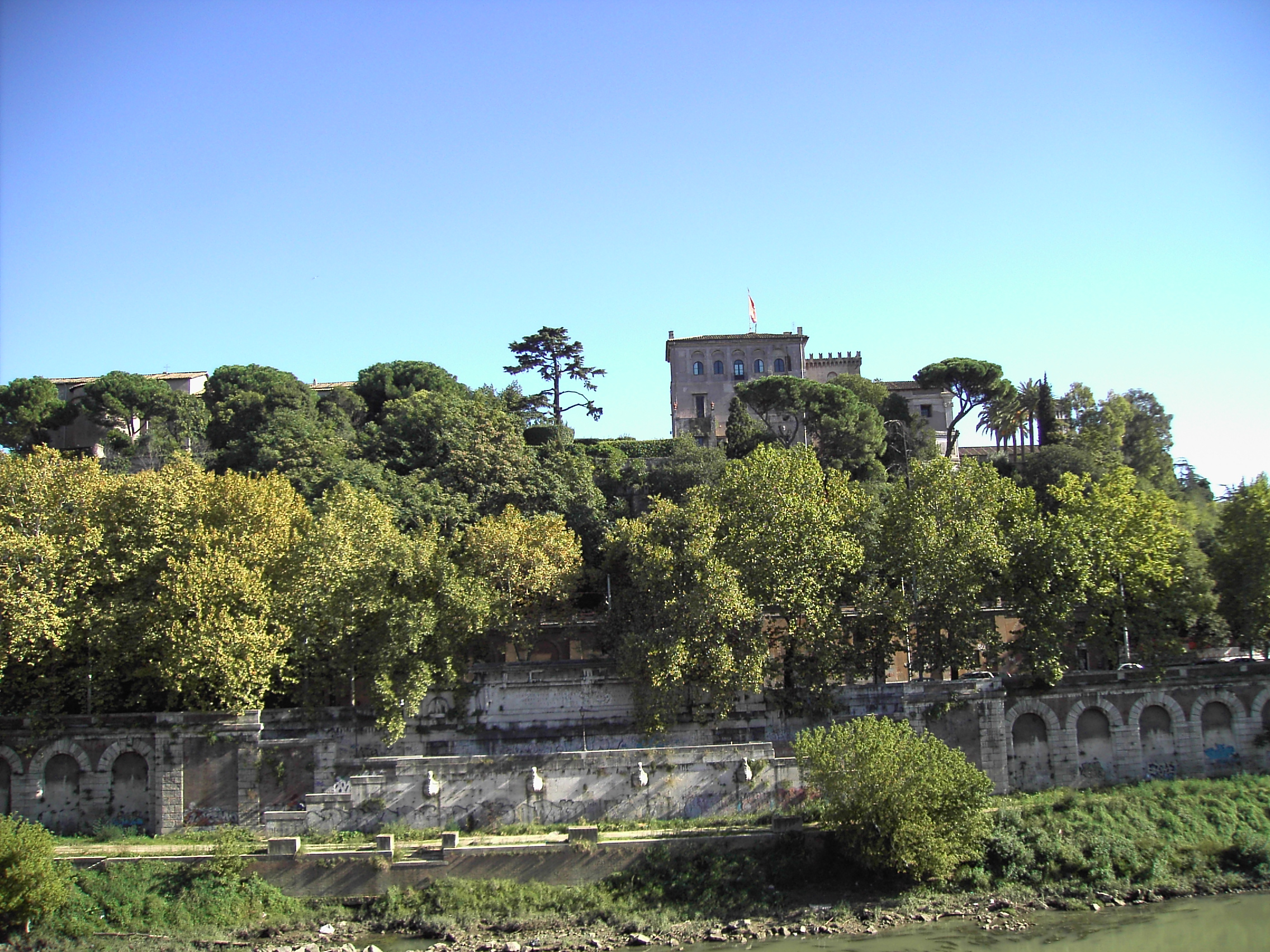
Pentes de l'Aventin donnant sur le Tibre avec le palazzo dei Cavalieri di Malta.
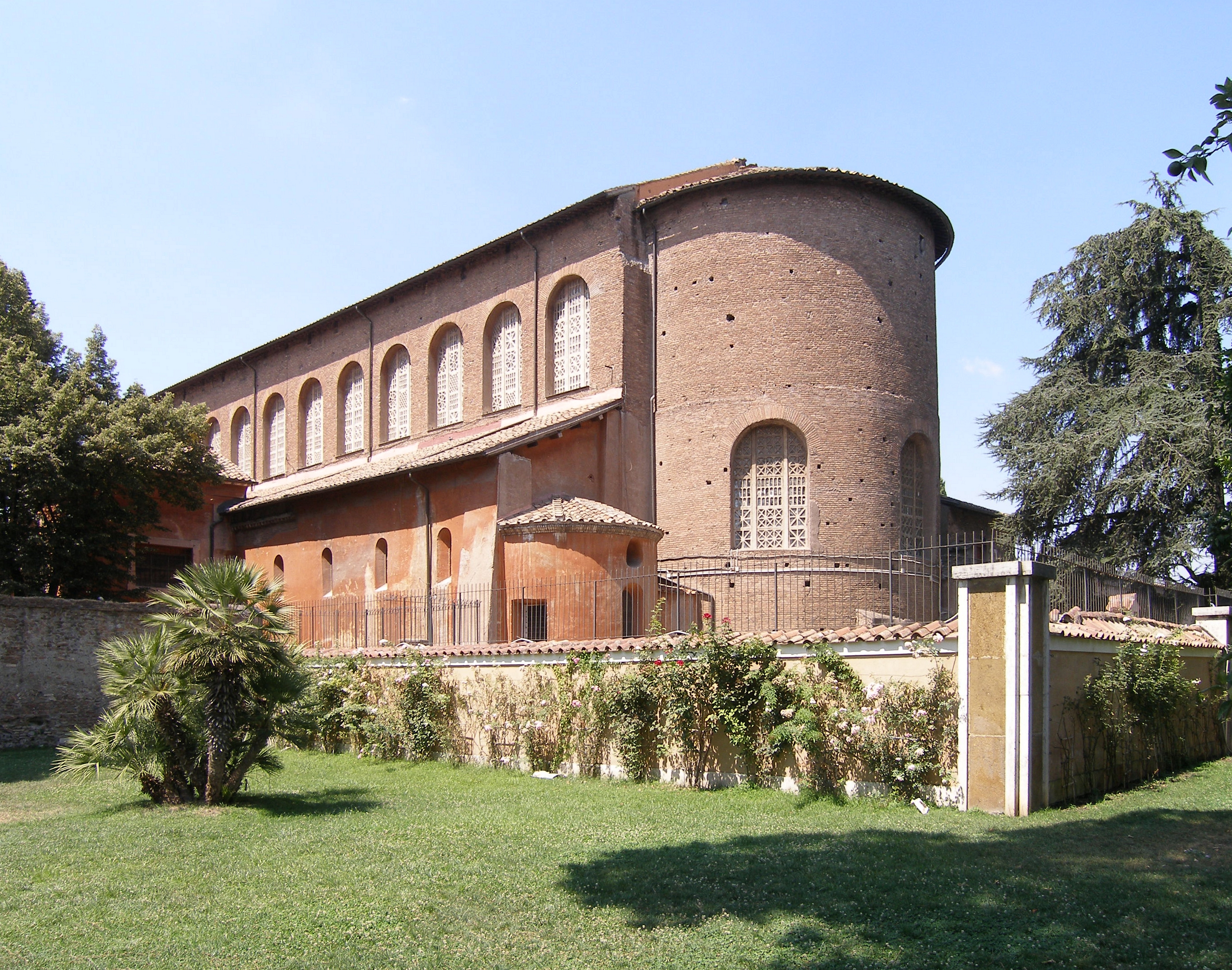
Église Sainte-Sabine de Rome.

### L'Aventin moderne

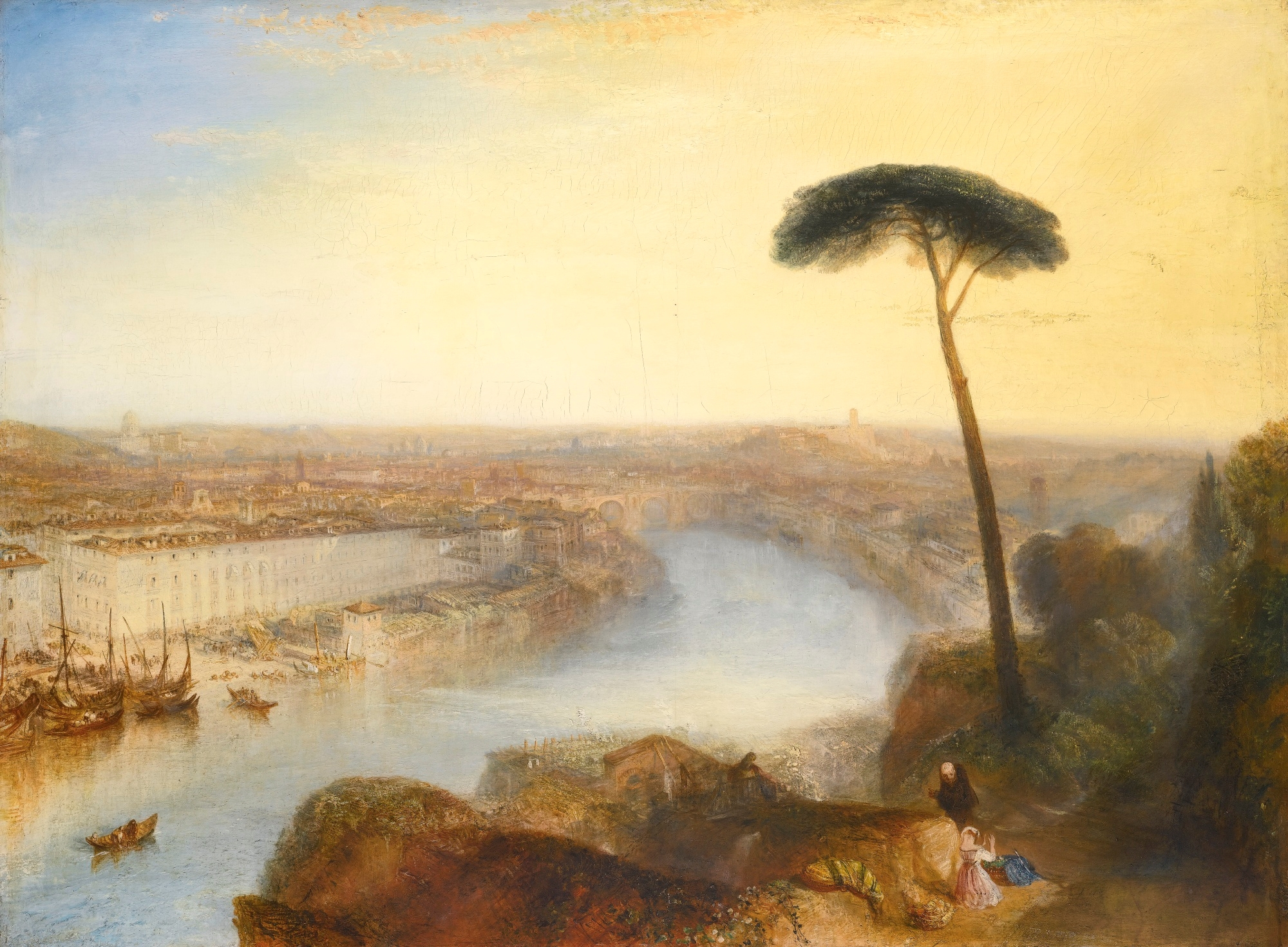
Rome, vue de l'Aventin
William Turner, 1835.

Le peintre William Turner a représenté la ville vue du haut de la colline dans un tableau de 1835 aujourd'hui dans une collection privée.
De nos jours, la colline est essentiellement occupée par une zone résidentielle à l'architecture riche et variée. La partie proche du Tibre est intégrée dans le rione Ripa (R.XII). La partie orientale, comprenant le Petit-Aventin, est détachée du rione Ripa en 1921 et est intégrée dans le rione san Saba (R.XXI).

L'Aventin moderne
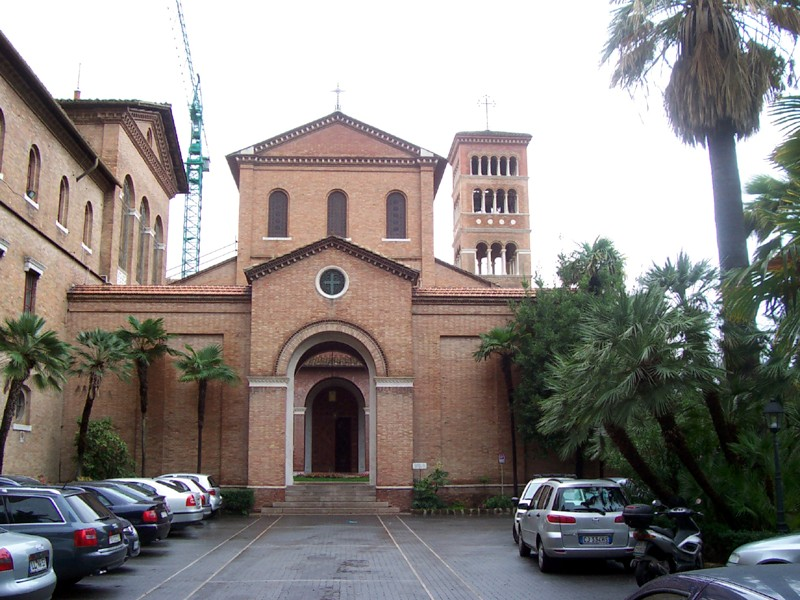
San Anselmo
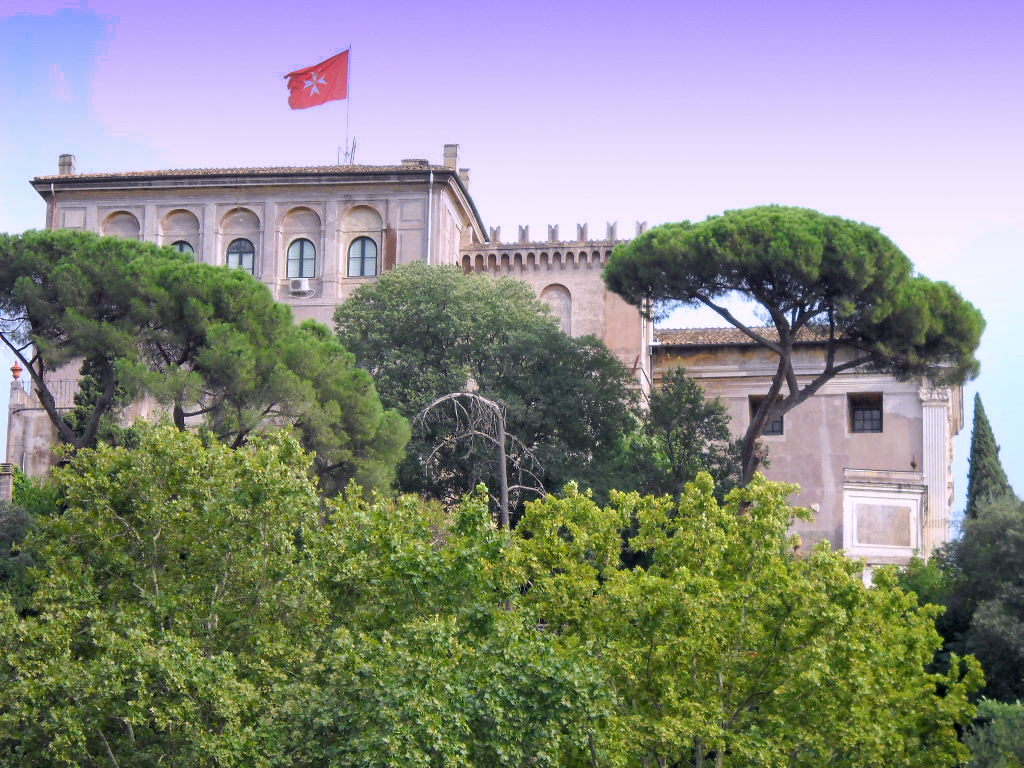
Villa de Malte
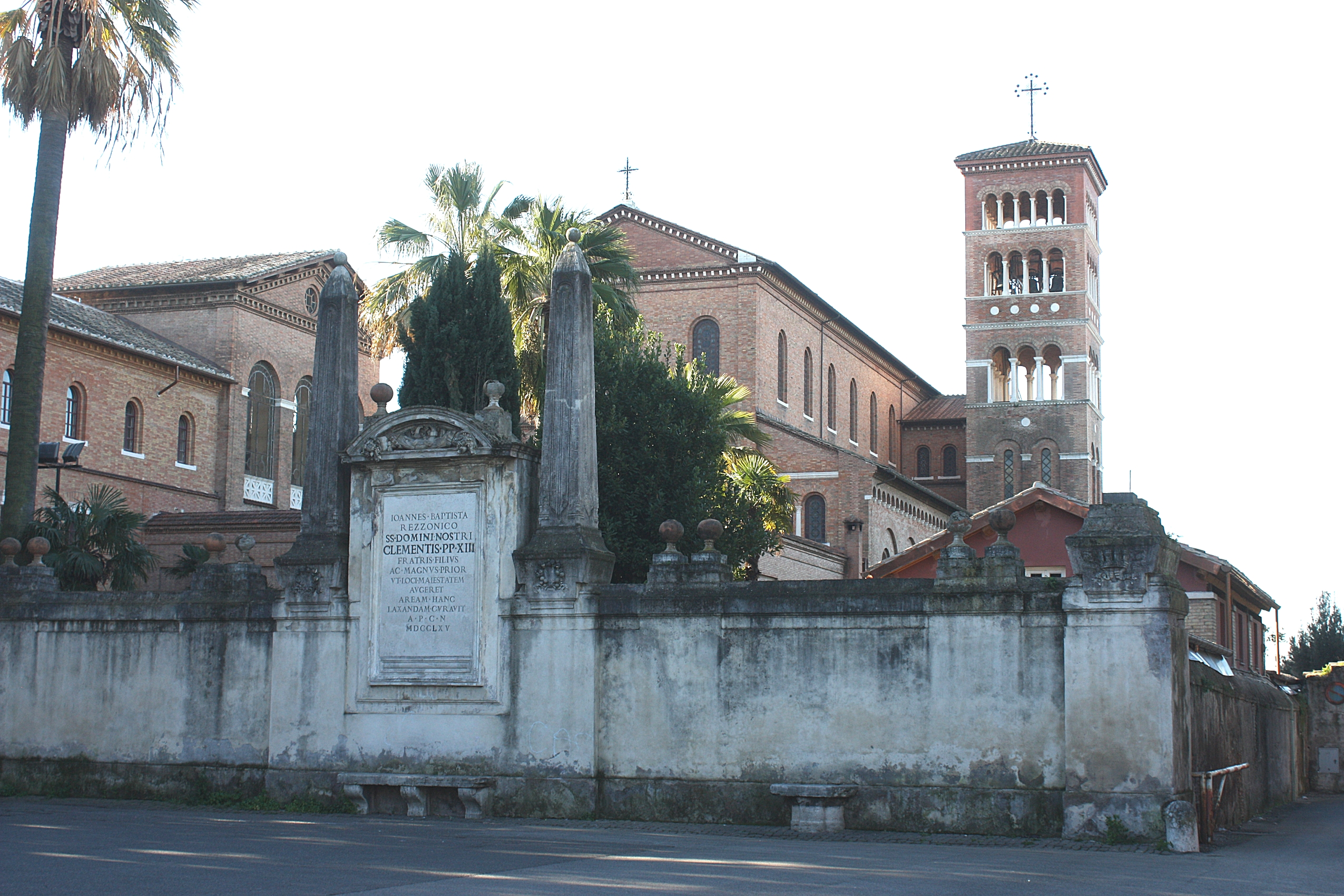
Complexe de San Anselmo
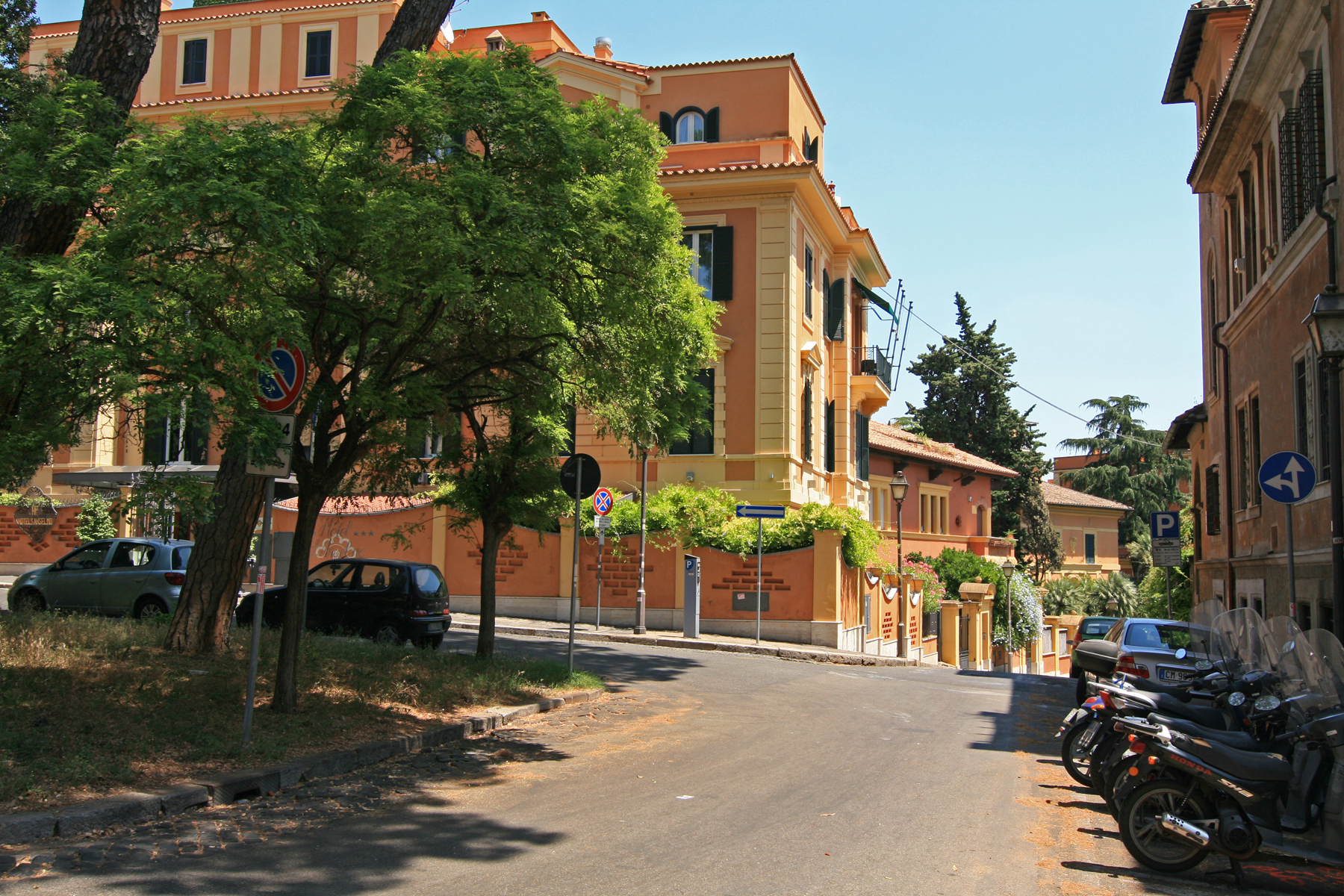
Piazza San Anselmo
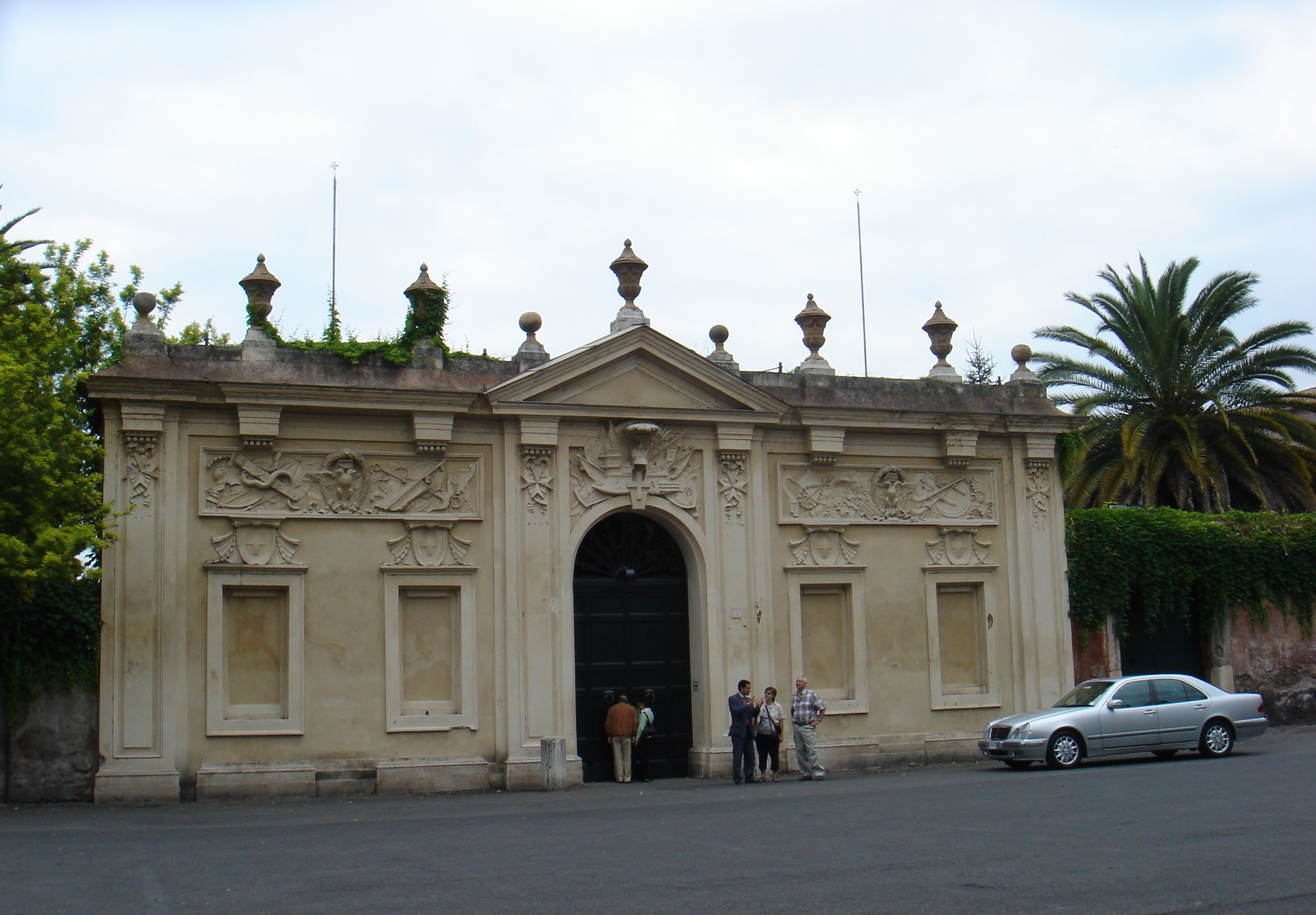
Place des Chevaliers de Malte

## Annexe